# Hallucinations collectives 2017
Le festival des Hallucinations collectives 2017 est la dixième édition des Hallucinations collectives.

## Déroulement et faits marquants
La dixième édition du festival a eu lieu du mardi 11 au lundi 17 avril 2017, avec sept films et sept courts métrages en compétition, chaque séance de projection au prix de 8,80 €.
Le thème de cette édition est intitulé « Chambre des Merveilles » avec dix films.
Le festival a accueilli environ 5 000 spectateurs.

### Projections
| Titre | Réalisateur(s)                                  | Année            | Pays                          |
| Film d'ouverture | Film d'ouverture                                | Film d'ouverture | Film d'ouverture              |
| --- | ----------------------------------------------- | ---------------- | ----------------------------- |
| Get Out | Jordan Peele                                    | 2017             | États-Unis                    |
| Longs métrages en compétition |                                                 |                  |                               |
| Realive | Mateo Gil                                       | 2016             | Espagne- France               |
| The Limehouse Golem | Juan Carlos Medina                              | 2016             | Royaume-Uni                   |
| The Unseen (Invisble man, visible curse)                                                                                             | Geoff Redknap                                   | 2016             | Canada                        |
| Message from the King | Fabrice Du Welz                                 | 2016             | Royaume-Uni- France- Belgique |
| Love Hunters (Hounds of Love) | Ben Young                                       | 2016             | Australie                     |
| The Jane Doe Identity | André Øvredal                                   | 2016             | États-Unis                    |
| Prevenge | Alice Lowe                                      | 2016             | Royaume-Uni                   |
| Courts métrages en compétition |                                                 |                  |                               |
| The Disappearance of Willie Bingham (13 min)                                                                                         | Matthew Richards                                | 2015             | Australie                     |
| Fish Story (14 min) | Charlie Lyne                                    | 2017             | Royaume-Uni                   |
| Le Plombier (14 min) | Sébastien Petretti                              | 2016             | Belgique- France              |
| Margaux (18 min) | Joséphine Hopkins, Rémy Barbe et Joseph Bouquin | 2016             | France                        |
| Can’t Take my Eyes Off You (12 min)                                                                                                  | Johannes Kizler et Nik Sentenza                 | 2016             | Allemagne                     |
| The Sunken Convent (16 min) | Michael Panduro                                 | 2016             | Danemark                      |
| The Absence of Eddy Table (13 min)                                                                                                   | Rune Spaans                                     | 2016             | Norvège                       |
| La chambre des merveilles |                                                 |                  |                               |
| Glissements progressifs du plaisir                                                                                                   | Alain Robbe-Grillet                             | 1974             | France                        |
| Litan | Jean-Pierre Mocky                               | 1982             | France                        |
| Le Marteau des sorcières (Kladivo na čarodějnice)                                                                                    | Otakar Vávra                                    | 1969             | Tchécoslovaquie               |
| Réincarnations (Dead and Buried) | Gary Sherman                                    | 1980             | États-Unis                    |
| Le Labyrinthe des rêves (Yume no Ginga)                                                                                              | Sogo Ishii                                      | 1997             | Japon                         |
| La Sentinelle des maudits (The Sentinel)                                                                                             | Michael Winner                                  | 1977             | États-Unis                    |
| Hitcher (The Hitcher) | Robert Harmon                                   | 1986             | États-Unis                    |
| Epidemic | Lars von Trier                                  | 1987             | Danemark                      |
| Le Grand Silence (Il Grande Silenzio)                                                                                                | Sergio Corbucci                                 | 1968             | France- Italie                |
| Marketa Lazarová | František Vláčil                                | 1967             | Tchécoslovaquie               |
| Le chat qui fume présente |                                                 |                  |                               |
| Opéra (Opera) | Dario Argento                                   | 1987             | Italie                        |
| La Longue Nuit de l'exorcisme (Non si Sevizia un Paperino)                                                                           | Lucio Fulci                                     | 1972             | Italie                        |
| Invitation à Bertrand Mandico |                                                 |                  |                               |
| Le Cavalier bleu (11 min) | Bertrand Mandico                                | 1999             | France                        |
| Il dit qu'il est mort (11 min) | Bertrand Mandico                                | 2006             | France                        |
| La Résurrection des natures mortes (Living Still Life) (15 min)                                                                      | Bertrand Mandico                                | 2012             | France                        |
| S… Sa… Salam… Salammbô Salammboô (7 min)                                                                                             | Bertrand Mandico                                | 2012             | France                        |
| Notre Dame des Hormones (31 min) | Bertrand Mandico                                | 2015             | France                        |
| Depressive Cop (12 min) | Bertrand Mandico                                | 2016             | France                        |
| Soirée des 10 ans |                                                 |                  |                               |
| Un pacte de non-divulgation ayant été scellé entre l’équipe de ZoneBis et le public présent, l’identité du film projeté reste secret |                                                 |                  |                               |
| Film d'amour non simulé |                                                 |                  |                               |
| Corruption | Roger Watkins                                   | 1983             | États-Unis                    |
| Documentaire (séance spéciales) |                                                 |                  |                               |
| Soy Cuba | Mikhail Kalatozov                               | 1964             | Union soviétique- Cuba        |
| Film de clôture |                                                 |                  |                               |
| Downrange | Ryûhei Kitamura                                 | 2017             | États-Unis                    |

### Prix
- Compétition longs métrages :
  - Grand prix du festival (prix du public) : Message from the King de Fabrice Du Welz ;
  - Prix du jury presse : The Jane Doe Identity d'André Øvredal.
- Compétition courts métrages :
  - Grand prix du festival (prix du public) : The Disappearance of Willie Bingham de Matthew Richards ;
  - Prix du jury lycéen : The Absence of Eddy Table de Rune Spaans.